# Cinematografia digital

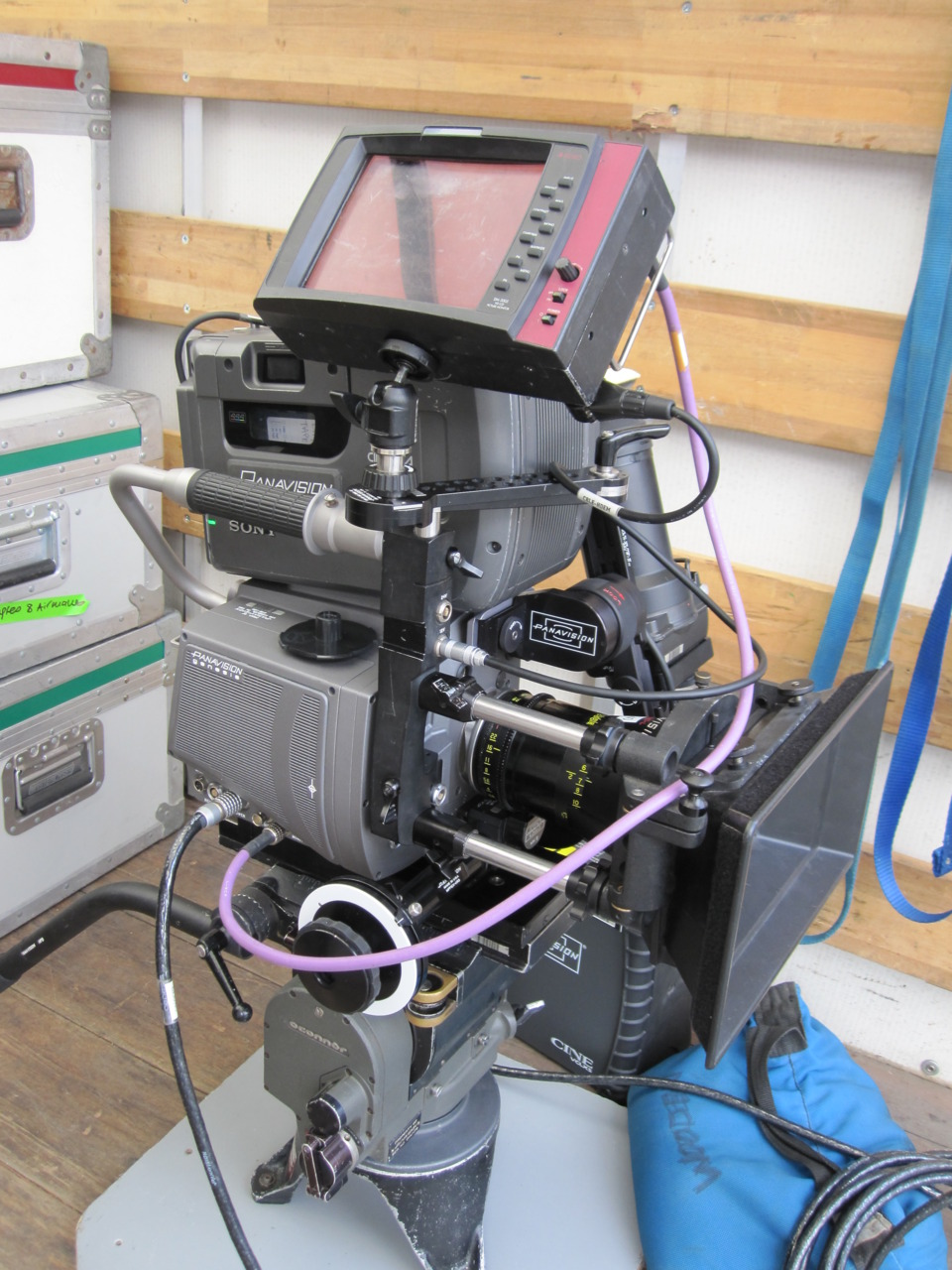
Panavision Genesis

Cinematografia digital é o processo de captura (gravação) dos filmes como imagens de vídeo digitais em vez de quadros de filmes analógicos. A captura digital pode ocorrer em fitas de vídeo, discos rígidos, memória flash, ou outros meios de comunicação que podem gravar dados digitais através da utilização de uma câmara de vídeo digital. Como a tecnologia digital tem melhorado nos últimos anos, esta prática tornou-se dominante. Desde meados dos anos de 2010, a maior parte dos filmes em todo o mundo são capturados bem como distribuído digitalmente, apesar do facto de que isto levou a uma redução significativa na resolução aproximada, e, portanto, na qualidade da imagem.
Muitos fornecedores têm trazido o produto para o mercado, incluindo os fornecedores tradicionais de câmeras de filmes como Arri Alexa e Panavision, bem como novos fornecedores como RED, Blackmagic, Silicon Imaging, Vision Research e as empresas que tradicionalmente são focadas em equipamentos de consumo e de transmissão de vídeo, como Sony, GoPro e Panasonic.
A desvantagem mais notável dos dados visuais serem gravados e armazenados como dados binários (isto é digitalmente), é a redução da qualidade da imagem pelo fato de que os limites de resolução da maioria, se não todas as câmaras de imagem vídeo digital raramente excedem mais do que 16 megapixels (16.000.000 px); enquanto que as células de filmes com formato médio são capazes de atingir o equivalente a 400 megapixels (400.000.000 px) e além. A principal motivação por trás da cinematografia digital é a facilidade de uso e armazenamento compacto. Muitos dos que interessados em replicar os verdadeiros detalhes e texturas da realidade preferem usar os formatos de imagem analógica para alcançar os resultados desejados.